# Sierra Nevada de Santa Marta
Sierra Nevada de Santa Marta je izolirano gorovje v severni Kolumbiji, ločeno od verige Andov, ki potekajo skozi središče države. Sierra Nevada, ki doseže nadmorsko višino 5700 m le 42 km od karibske obale, je najvišje obalno območje v tropih in eno najvišjih obalnih verig na svetu, saj je le 250 metrov krajši od gorovja Saint Elias v Kanadi. Sierra Nevada obsega približno 17.000 km²  in služi kot izvir 36 rek. Razteza se v departmajih Magdalena, Cesar in La Guajira.
Najvišja točka skupine Sierra Nevada (in Kolumbije na splošno) je lahko Pico Cristóbal Colón ali Pico Simón Bolívar, oba v občinah Santa Marta in Aracataca; še ni določeno, kateri je višji. Podatki SRTM in lokalni topografski zemljevidi kažejo, da so njune dejanske nadmorske višine približno 5700 m, nižje od nadmorske višine 5775 m, ki se pogosto citira.
Sierra Nevada je kompaktna skupina, relativno majhna po površini in je v celoti obdana z ozemlji z nadmorsko višino pod 200 m. Čeprav je povezana s tropskimi Andi, glavne hrbtenice Andov ni mogoče doseči iz Sierra Nevade, ne da bi se spustili pod to raven. Zaradi tega je njegova najvišja točka peti najvidnejši vrh na svetu.
Več vrhov v Sierri Nevadi je med vidnimi s Cerro Paramillo, 3730 m visokim vrhom v departmaju Antioquia. To pomeni teoretično neposredno vidno linijo nekaj več kot 500 km, za katero poročajo, da je najdaljša med katerima koli dvema točkama na površini Zemlje.
Izračunano je, da je povprečna letna količina padavin 4000 mm na nadmorski višini od 500 do 1500 m. Temperatura se giblje med 0–27 °C.

## Biodiverziteta
Tropski deževni gozd je sestavljen iz trajnih dreves, s krošnjami, ki segajo med 30 do 40 m visoko. Obstaja velika raznolikost in velike populacije epifitov in lian, na tem območju pa najdemo več kot 3000 vrst višjih rastlin. Avtohtoni prebivalci so izdelovali alkoholno pijačo iz plodov palme Attalea maripa, ki jih najdemo v nižjih legah.
Od 340 endemičnih vrst Kolumbije jih najdemo 44 v parku, na primer sedem vrst endemičnih kolibrijev. Od 3057 ogroženih vrst jih tukaj najdemo 44. Območje je dom 440 vrstam ptic, vključno s črnočelimi prepelicami (Odontophorus atrifrons), kraljevskim jastrebom (Sarcoramphus papa), andskim kondorjem, pevcem Santa Marta (Myiothlypis basilica) in papagajem Santa Marta (Pyrrhura viridicata). Med sesalci, ki jih najdemo v parku, so: tapir, puma, jaguar, veverice, podgana Transandinomys talamancae, vidra in jeleni brownovi šilarji (Mazama gouazoubira).
Sierra Nevada de Santa Marta je dom številnih ekoregij, ki se razlikujejo glede na nadmorsko višino.
Območje grmičevja Guajira–Barranquilla leži blizu karibske morske obale severno od območja. Suhi gozdovi doline Sinú pokrivajo nižja pobočja območja do nadmorske višine 500 m.
Gorski gozdovi Santa Marta ležijo nad 500 do 800 m. Gorski gozdovi so ločeni od drugih vlažnih gozdov z nižjimi suhimi gozdovi in grmičevjem kseričnih površin ter imajo veliko število endemičnih vrst. Ekoregija gorskih gozdov ima več različnih rastlinskih združb, ki se razlikujejo po nadmorski višini in količini padavin; vlažni nižinski gozdovi pokrivajo privetrne severne in zahodne boke v razponu med 500 in 900 m, bolj suhi vzhodni in južni boki pa od 1000 do 5800 m. Nad 900 m je prehodna gozdna cona manjših dreves in palm. Oblačni gozdovi se pojavljajo nad 1000 m; podandski gozdovi od 1000 do 2500 m tvorijo krošnje, visoke od 25 do 35 m, medtem ko višje višinski andski gozdovi med 2500 in 3802 m, zrastejo do 15 do 20 m v višino.
Santa Marta Páramo, visokogorski pas gorskih travnikov in grmičevja, prepreden z močvirji in kislimi barji, zavzema območje med 3300 in 5000 m. Santa Marta Páramo je najsevernejša enklava párama v Južni Ameriki, ki je vzdolž pasu Andov. Nad 5000 m leži trajna snežna kapa.

## Narodni naravni park
Narodni naravni park Sierra Nevada de Santa Marta (špansko Parque Nacional Natural Sierra Nevada de Santa Marta) je drugi najstarejši narodni park Kolumbije, ustanovljen leta 1964. Je v verigi Cordillera Oriental, med departmaji La Guajira, Magdalena in Cesar, v gorovju Sierra Nevada de Santa Marta. Je zatočišče in tudi turistična atrakcija, saj ponuja različna podnebna, terenska, rastlinska in živalska okolja, od plaž do zasneženih gorskih vrhov. Narodni naravni park Sierra Nevada de Santa Marta velja za edinstven kraj na svetu zaradi svoje izoliranosti od Andov, njegov najvišji vrh (5700 metrov nad morsko gladino) pa je le 42 kilometrov stran od morja.
Vsi vodni tokovi, ki izvirajo iz narodnega parka, odtekajo v Karibsko morje, bodisi neposredno (npr. reke Ranchería, Don Diego, Palomino, Buritaca, Guachaca, Cañas itd.) ali skozi sistem reke Magdalene, ki vključuje Ciénaga Grande de Santa Marta, (npr. reke Cesar, Ariguaní, Fundación, Frío, Aracataca itd.). Približno 1,2 milijona ljudi je odvisnih od sladke vode, ki jo oskrbujejo reke Sierra Nevada de Santa Marta. Trenutno na tem območju živi približno 30.000 avtohtonih prebivalcev etničnih skupin Koguis, Arhuacos, Kankuamos in Wiwa. Ta park je tudi dom ostankov kulture Tairona. Leta 1979 je park razglasil UNESCO za biosferni rezervat. Poročilo Mednarodne zveze za varstvo narave iz leta 2013 o najbolj nenadomestljivih zavarovanih območjih na svetu je park opredelilo kot najbolj nenadomestljiv park na svetu za ogrožene vrste.

## Geologija
Sestavljajo ga kredne metamorfne kamnine (pretežno skrilavci in gnajsi) in kvarcdioritni intruzivi terciarne starosti. Kvartar Sierra Nevada de Santa Marta je v glavnem predstavljen s koluvialno-aluvialnimi dolinami in nedavnimi plažnimi nanosi. Obalne črte severozahodnega dela Sierra Nevada de Santa Marta so razčlenjene, kar odraža izmenjavo skalnatih rtov in globokih, smerno tektonsko nadzorovanih zalivov. Rtiči so običajno od 100 do 150 m visoki klifi, vrezani v skrilavce in granite, medtem ko so nasipi pred naplavnimi dolinami. Obale zaliva so običajno strme, plaže, sestavljene iz zelo grobega peska do zrnc, erodiranih iz sosednjih klifov in naplavin. Široke žepne plaže in tomboli so pogosti vzdolž sektorjev z obilico skalnatih erozijskih ostankov in kupov.

## Živalstvo
Po njem so poimenovane tri vrste plazilcev, ki izvirajo iz Sierra Nevade de Santa Marta: kuščar Anolis santamartae, kača Atractus sanctaemartae in kuščar Lepidoblepharis sanctaemartae.

## Prebivalci
Sierra Nevada de Santa Marta je dom ostankov indijanske kulture Tairona; Arhuacos, Koguis, Wiwas in Kankuamos, ki živijo v Resguardos Indigenas (avtohtoni rezervati), ki so v srednjem višavju.

## Težava z dostopom na vrhove
Zadnjih deset let je bil dostop do najvišjih vrhov zelo težaven in ta situacija se nadaljuje,  čeprav je decembra 2015 dokumentiran vzpon na Pico Cristóbal Colón. Edini varen in razmeroma neposreden dostop je iz mesta Santa Marta do Cuchillo de San Lorenzo, vendar je to le do 2800 m (čeprav ponuja odličen razgled na vrhove).